# Mythic Entertainment
Mythic Entertainment（曾用名BioWare Mythic，EA Mythic,Inc.和Interworld Productions）是弗吉尼亚州费尔法克斯的一个游戏开发商，该工作室在2001年发布大型多人在线角色扮演游戏《亚瑟王的暗黑时代》（Dark Age of Camelot）。该公司也曾在20世纪90年代中期创作多人在线游戏。
2014年5月29日，美国艺电宣布将该工作室关闭。尽管工作室关闭，游戏Dark Age of Camelot在该工作室的前员工在一个新工作室中继续运营。